# Paszki (gmina)
Gmina Paszki (lit. Poškonių seniūnija) – gmina w rejonie solecznickim okręgu wileńskiego na Litwie.

## Skład etniczny
- Polacy – 48,7%
- Litwini – 50,2%

## Miejscowości
Miejscowości w gminie Paszki: Antoniszki (rejon solecznicki), Bołtucie (okręg wileński), Chmielniki (Litwa), Dajnówka (rejon solecznicki), Dojlidy (gmina Paszki), Dowbuciszki, Dziedziule (okręg wileński), Grybiszki (okręg wileński), Jakóbiszki (rejon solecznicki), Kotkiszki (okręg wileński), Kruniszki, Krzywe (Litwa), Liszkuniszki, Ludwinowo (gmina Paszki), Łastowce, Paszki (Litwa), Podworańce (gmina Paszki), Poginie, Pupiszki, Rymosze (okręg wileński), Siewrymy, Stoki (Litwa), Stołhany, Szaciły (Litwa), Szudojnie, Wołodźki, Zalesie (Litwa).